# 조지 로버트 그레이
조지 로버트 그레이(George Robert Gray, 1808년 7월 8일 ~ 1872년 5월 6일)은 왕립학회 소속 영국 동물학자이자 작가, 대영 박물관의 조류학 부서의 대표였다. 그는 존 에드워드 그레이의 남동생이자 사무엘 프레드릭 그레이의 아들이기도 하다.
조지 로버트 그레이의 가장 유명한 발행물은 Genera of Birds(새의 종)로, 데이비드 윌리엄 미첼과 조셉 울프가 46,000개의 삽화를 넣었다.